# ان‌جی‌سی ۷۷۶۷
ان‌جی‌سی ۷۷۶۷ (انگلیسی: NGC 7767) یک کهکشان عدسی شکل با قدر ۱۴ است که در صورت فلکی اسب بزرگ واقع شده است. این کهکشان در سال ۱۸۷۲ توسط رالف کوپلاند کشف شد.